# Liste der Naturdenkmale in Niederdorfelden
Die Liste der Naturdenkmale in Niederdorfelden nennt die in der Gemeinde Niederdorfelden im Main-Kinzig-Kreis gelegenen Naturdenkmale.
| Bild            | Bezeichnung            | Ortsteil, Lage                                  | Beschreibung | Art | Nr.    |
| --------------- | ---------------------- | ----------------------------------------------- | ------------ | --- | ------ |
| Fotos hochladen | Linde auf dem Friedhof | Niederdorfelden 50° 11′ 40,2″ N, 8° 47′ 55,3″ O |              |     | 435004 |
| Fotos hochladen | Eiche am Junkerhof     | Niederdorfelden 50° 11′ 43″ N, 8° 48′ 10,5″ O   |              |     | 435199 |
| Fotos hochladen | 2 Linden am Bahnhof    | Niederdorfelden 50° 11′ 35,4″ N, 8° 48′ 28,4″ O |              |     | 435200 |

## Belege
1. ↑  
Naturdenkmale im Main-Kinzig-Kreis. (PDF; 74 kB) Umweltbericht MKK. Main-Kinzig-Kreis, August 2015, archiviert vom Original (nicht mehr online verfügbar) am 24. Januar 2016; abgerufen am 22. Januar 2016.

- Karte mit allen Koordinaten:
- OSM |
- WikiMap